# Australia en los Juegos Olímpicos de Londres 2012
Australia estuvo representada en los Juegos Olímpicos de Londres 2012 por un total de 410 deportistas que compitieron en 23 deportes.  
La portadora de la bandera en la ceremonia de apertura fue la jugadora de baloncesto Lauren Jackson.

## Medallistas
El equipo olímpico australiano obtuvo las siguientes medallas:
| Nombre                                                             | Deporte               | Competición                |
| ------------------------------------------------------------------ | --------------------- | -------------------------- |
| Oro                                                                |                       |                            |
| Sally Pearson                                                      | Atletismo             | 100 m vallas F             |
| Jared Tallent                                                      | Atletismo             | 50 km marcha M             |
| Anna Meares                                                        | Ciclismo en pista     | Velocidad ind. F           |
| Cate Campbell Alicia Coutts Brittany Elmslie Melanie Schlanger     | Natación              | 4 × 100 m libre F          |
| Jacob Clear David Smith Tate Smith Murray Stewart                  | Piragüismo            | K4 1000 m M                |
| Tom Slingsby                                                       | Vela                  | Laser M                    |
| Iain Jensen Nathan Outteridge                                      | Vela                  | 49er M                     |
| Malcolm Page Mathew Belcher                                        | Vela                  | 470 M                      |
| Plata                                                              |                       |                            |
| Mitchell Watt                                                      | Atletismo             | Salto de longitud M        |
| Sam Willoughby                                                     | Ciclismo BMX          | Individual M               |
| Jack Bobridge Rohan Dennis Michael Hepburn Glenn O'Shea            | Ciclismo en pista     | Persecución por eqs. M     |
| James Magnussen                                                    | Natación              | 100 m libre M              |
| Christian Sprenger                                                 | Natación              | 100 m braza M              |
| Emily Seebohm                                                      | Natación              | 100 m espalda F            |
| Alicia Coutts                                                      | Natación              | 200 m estilos F            |
| Bronte Barratt Alicia Coutts Kylie Palmer Melanie Schlanger        | Natación              | 4 × 200 m libre F          |
| Alicia Coutts Leisel Jones Melanie Schlanger Emily Seebohm         | Natación              | 4 × 100 m estilos F        |
| Jessica Fox                                                        | Piragüismo en eslalon | K1 F                       |
| William Lockwood James Chapman Drew Ginn Joshua Dunkley-Smith      | Remo                  | Cuatro sin timonel (M4-) M |
| Kimberley Crow Brooke Pratley                                      | Remo                  | Doble scull (W2x) F        |
| Kate Hornsey Sarah Tait                                            | Remo                  | Dos sin timonel (W2-) F    |
| Brittany Broben                                                    | Saltos                | Plataforma 10 m F          |
| Olivia Price Nina Curtis Lucinda Whitty                            | Vela                  | Elliott 6 m F              |
| Bronce                                                             |                       |                            |
| Equipo                                                             | Baloncesto            | Torneo F                   |
| Shane Perkins                                                      | Ciclismo en pista     | Velocidad ind. M           |
| Kaarle McCulloch Anna Meares                                       | Ciclismo en pista     | Velocidad por eqs. F       |
| Annette Edmondson                                                  | Ciclismo en pista     | Omnium F                   |
| Equipo                                                             | Hockey sobre hierba   | Torneo M                   |
| James Magnussen Christian Sprenger Hayden Stoeckel Matthew Targett | Natación              | 4 × 100 m estilos M        |
| Bronte Barratt                                                     | Natación              | 200 m libre F              |
| Alicia Coutts                                                      | Natación              | 200 m mariposa F           |
| Christopher Morgan Karsten Forsterling James McRae Daniel Noonan   | Remo                  | Cuatro scull (M4x) M       |
| Kimberley Crow                                                     | Remo                  | Scull ind. (W1x) F         |
| Erin Densham                                                       | Triatlón              | Individual F               |
| Equipo                                                             | Waterpolo             | Torneo F                   |